# Tai Katō
Tai Katō (加藤泰, Katō Tai) est un réalisateur et scénariste japonais né le 24 août 1916 et mort le 17 juin 1985.

## Biographie
Tai Katō nait le 24 août 1916 à Kobe, son véritable prénom est Yasumichi, son pseudonyme professionnel, Tai, vient d'une prononciation chinoise du caractère "Yasu". En 1921, sa famille déménage à Nagoya, la ville d'origine de son père. Son oncle maternel est le réalisateur Sadao Yamanaka.
Après avoir abandonné ses études techniques, il quitte Nagoya pour Kyoto où il travaille quelque temps dans une société commerciale qu'il finit à son tour par quitter pour se rendre à Tokyo. Il sollicite l'aide de son oncle pour décrocher un emploi dans le milieu du cinéma et entre à la Tōhō en 1937 comme assistant réalisateur. Avec l'intensification de la guerre en Asie, Katō est appelé à d'autres fonctions, il est transféré en 1941 à la Riken Kagaku Eiga (ja) puis en 1944 à l'Association cinématographique du Mandchoukouo pour produire des documentaires.

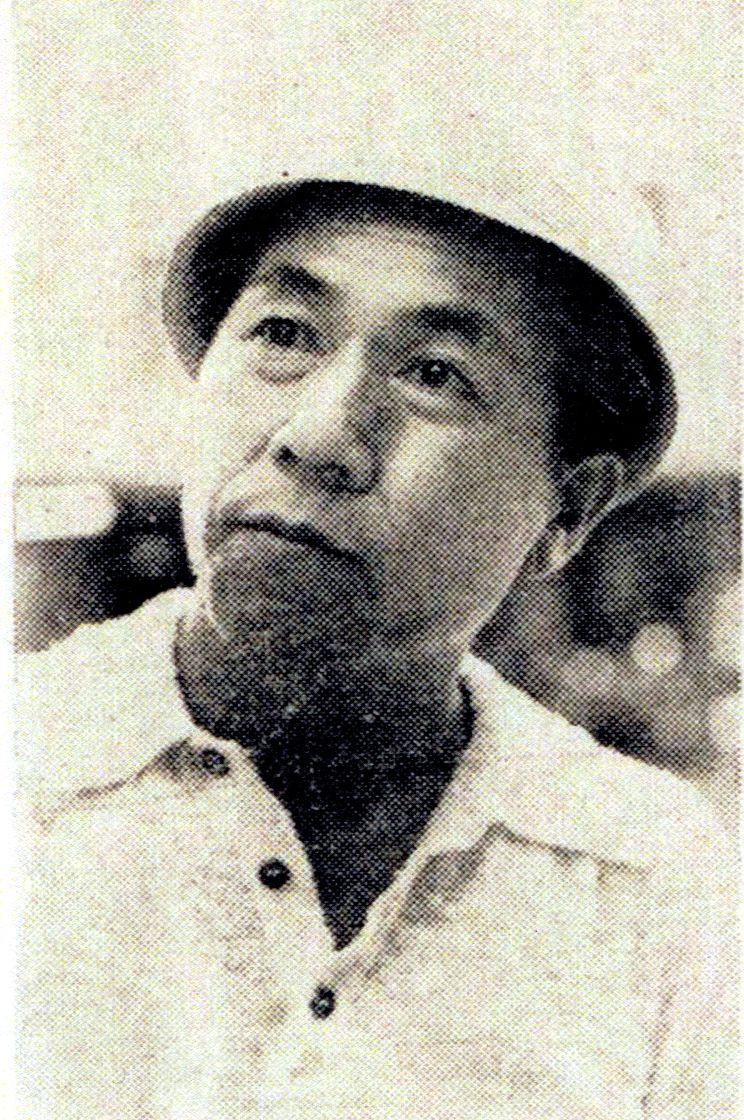
Tai Katō en 1967.

De retour au Japon en 1946, Tai Katō retrouve une place d'assistant réalisateur à la Daiei, ce qui lui permet de travailler avec Daisuke Itō, l'un des réalisateurs qu'il admire le plus, sur des films comme Le simple rōnin force le passage (素浪人罷通る, Surōnin makaritōru, 1947) et Ōshō, le joueur d'échecs (王将, Ōshō, 1948) puis avec Akira Kurosawa sur Rashōmon (羅生門, 1950). En 1950 cependant, il est renvoyé de la Daiei pour ses activités syndicales.
En 1951, la chance tourne enfin et il réalise ses premiers films dans une petite compagnie indépendante, Takara Production (ja), et à la Shintōhō avant de s'engager à la Toei en 1956. Tai Katō s'affirme à la Toei, à l'instar d'un Seijun Suzuki à la Nikkatsu, comme un réalisateur qui se forge un style original à partir d'un cinéma populaire traditionnel. Il fait partie des meilleurs réalisateurs spécialisés dans le film de genre. Ses films sont fignolés, pleins de longues scènes contemplatives, émaillés de brusques moments d'action. Il tourne des films autour de scénarios de Shin Hasegawa (ja), l'homme qui quarante ans plus tôt a défini les lois du jidai-geki.
Tai Katō a réalisé plus de 40 films et écrit autant de scénarios entre 1951 et 1984.

## Filmographie
Sauf indication complémentaire, la filmographie de Tai Katō est établie à partir de la base de données JMDb.

### Comme assistant réalisateur
- 1947 : Le simple rōnin force le passage (素浪人罷通る, Surōnin makaritōru?) de Daisuke Itō
- 1948 : Ōshō, le joueur d'échecs (王将, Ōshō?) de Daisuke Itō
- 1949 : Tengu hikyaku (天狗飛脚?) de Santarō Marune
- 1949 : Hida no abarenbō (飛騨の暴れん坊?) de Santarō Marune
- 1950 : Rashōmon (羅生門?) d'Akira Kurosawa

### Comme réalisateur

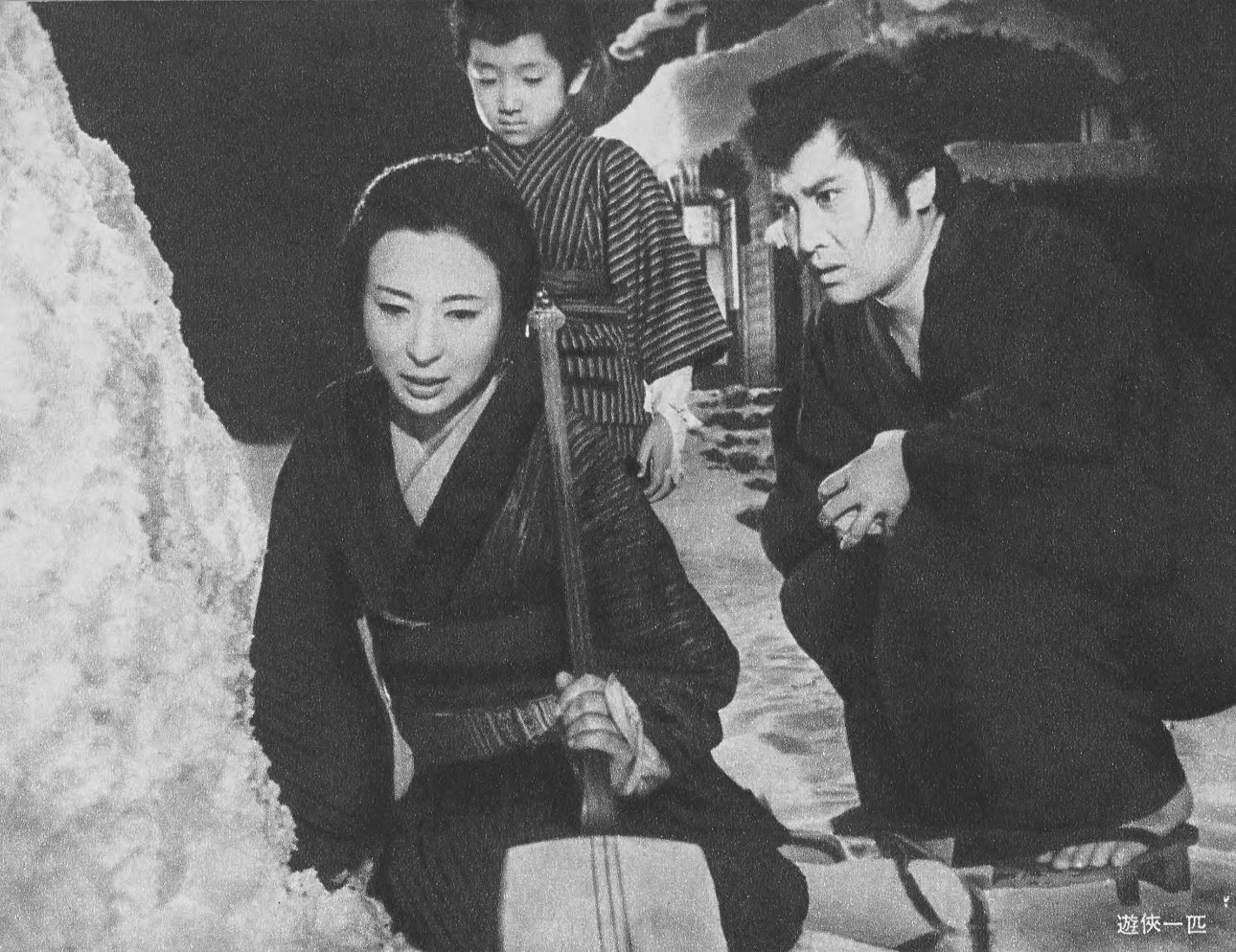
Junko Ikeuchi et Kinnosuke Nakamura dans Tokijirō, le loup solitaire (1966).

La mention « +scénariste » indique que Tai Katō est aussi auteur du scénario.
- 1951 : Kennan jonan: Joshin denshin no maki (剣難女難 女心伝心の巻?)
- 1951 : Kennan jonan: Kenkō ryūsei no maki (剣難女難 剣光流星の巻?)
- 1952 : Shimizu minato wa oni yori kowai (清水港は鬼より怖い?)
- 1952 : Hiyodori zōshi (ひよどり草紙?)
- 1955 : Ninjutsu Jiraiya (忍術児雷也?)
- 1955 : Gyakushū Daija maru (逆襲大蛇丸?)
- 1957 : Koizome rōnin (恋染め浪人?)
- 1957 : Genji Kurō sassōki: Nuregami nitōryū (源氏九郎颯爽記 濡れ髪二刀流?)
- 1958 : Hizakura daimyō (緋ざくら大名?)
- 1958 : Genji Kurō sassōki: Byakko nitōryū (源氏九郎颯爽記 白狐二刀流?) +scénariste
- 1958 : Kaze to onna to tabigarasu (風と女と旅鴉?)
- 1958 : Rōnin hakkei (浪人八景?)
- 1959 : Kōgan no misshi (紅顏の密使?) +scénariste
- 1960 : Ōedo no kyōji (大江戸の侠児?) +scénariste
- 1960 : Ayamegasa: Kenka kaidō (あやめ笠 喧嘩街道?)
- 1960 : Honō no shirō (炎の城?)
- 1961 : Asagiri kaidō (朝霧街道?)
- 1961 : Le Spectre de Dame Iwa (怪談お岩の亡霊, Kaidan Oiwa no bōrei?)[7] +scénariste
- 1962 : Liens de sang[8] ou Ma mère dans mes paupières (瞼の母, Mabuta no haha?) +scénariste
- 1962 : Tange Sazen: Kan'unkonryū no maki (丹下左膳 乾雲坤竜の巻?)
- 1963 : Chroniques guerrières du clan Sanada (真田風雲録, Sanada fūun roku?)[9]
- 1964 : Le Ninja du vent (風の武士, Kaze no bushi?)[10] +scénariste
- 1964 : L'Indomptable d'Edo (車夫遊侠伝 喧嘩辰, Shafu yūkyōden: Kenka Tatsu?)[11]
- 1964 : Contes cruels au pays du soleil couchant (幕末残酷物語, Bakumatsu zankoku monogatari?)[12]
- 1965 : Le Sang de la vengeance (明治侠客伝 三代目襲名, Meiji kyōkyaku: Sandaime shūmei?)[13],[14]
- 1966 : Tokijirō Kutsukake : un loup solitaire ou Tokijirō, le loup solitaire[15] (沓掛時次郎 遊侠一匹, Kutsukake Tokijirō: Yūkyō ippiki?)
- 1966 : Hone made shaburu (骨までしゃぶる?)
- 1966 : Délit de faciès (男の顔は履歴書, Otoko no kao wa rirekisho?)[16] +scénariste
- 1966 : Ahendaichi: Jigoku butai totsugeki seyo (阿片台地 地獄部隊突撃せよ?) +scénariste
- 1967 : Chōeki jūhachinen (懲役十八年?)
- 1968 : Requiem pour un massacre (みな殺しの霊歌, Minagoroshi no reika?)[17] +scénariste
- 1969 : Lady Yakuza : Le Jeu des fleurs (緋牡丹博徒 花札勝負, Hibotan bakuto: Hanafuda shōbu?)
- 1970 : Lady Yakuza : Le Retour d'Oryū (緋牡丹博徒 お竜参上, Hibotan bakuto: Oryū sanjō?) +scénariste
- 1971 : Lady Yakuza : Prépare-toi à mourir ! (緋牡丹博徒 お命戴きます, Hibotan bakuto: Oinochi itadakimasu?)[18] +scénariste
- 1972 : Shōwa onna bakuto (昭和おんな博徒?)
- 1972 : Jinsei gekijō: Seishun hen aiyoku hen zankyō hen (人生劇場 青春篇 愛欲篇 残侠篇?) +scénariste
- 1973 : Hana to ryū: Seiun hen aizō hen dotō hen (花と龍 青雲篇 愛憎篇 怒濤篇?) +scénariste
- 1973 : Miyamoto Musashi (宮本武蔵?)
- 1973 : Nihon kyōkakuden (日本侠花伝 第一部野あざみ 第二部青い牡丹?) +scénariste
- 1977 : Edogawa Ranpo no injū (江戸川乱歩の陰獣?) +scénariste
- 1981 : Honō no gotoku (炎のごとく?) +scénariste
- 1981 : The Ondekoza (ざ・鬼太鼓座?)[19],[20]

### Comme scénariste
- 1953 : Ayaushi ! Kurama Tengu (危うし！鞍馬天狗?) de Ryō Hagiwara
- 1953 : Gyakushū ! Kurama Tengu (逆襲！鞍馬天狗?) de Ryō Hagiwara
- 1954 : Nozarashi hime: Tsuigeki no sanjū ki (野ざらし姫 追撃の三十騎?) de Shigehiro Ozawa
- 1954 : Koi shigure: Asama no himatsuri (恋しぐれ 浅間の火祭り?) de Ryō Hagiwara
- 1955 : Histoire du détective Umon Muttsuri, le taciturne : la résidence Kimen (むっつり右門捕物帖 鬼面屋敷, Muttsuri Umon torimonocho: Kimen Yashiki?) de Kajirō Yamamoto
- 1956 : Tadaharu matsuri: Kennan kaidō (忠治祭り 剣難街道?) de Yasushi Sasaki
- 1957 : Ma no kurenai tokage (魔の紅蜥蝪?) de Fukada Kinnosuke (ja)
- 1957 : Ōgon no fukuma-den (黄金の伏魔殿?) de Yasushi Sasaki
- 1959 : Irowa wakashu: Furisode sakura (いろは若衆 ふり袖ざくら?) de Yasushi Sasaki
- 1959 : Abare kaidō (あばれ街道?) de Shigehiro Ozawa
- 1960 : Tabi no naga wakizashi: Izu no Satarō (旅の長脇差 伊豆の佐太郎?) de Fukada Kinnosuke (ja)
- 1961 : Jō muyō no kenkajō (情無用の喧嘩状?) de Kōkichi Uchide (ja)
- 1962 : Abekobe dōchū (あべこべ道中?) de Toshikazu Kōno (ja)
- 1963 : Hengen murasaki zukin (変幻紫頭巾?) de Eiichi Kudō
- 1963 : Shinsengumi keppū roku: Kondō Isami (新選組血風録 近藤勇?) de Shigehiro Ozawa
- 1963 : Zangetsu Ōkawa nagashi (残月大川流し?) de Yasushi Sasaki
- 1964 : Fou à lier (馬鹿まるだし, Baka marudashi?) de Yōji Yamada
- 1965 : Ninpō chūshinzō (忍法忠臣蔵?) de Yasuto Hasegawa (ja)
- 1966 : Hijikata Toshizō: Moeyo ken (土方歳三 燃えよ剣?) de Hirokazu Ichimura
- 1971 : Yaruzo mite ore Tamegorō (やるぞみておれ為五郎?) de Yoshitarō Nomura
- 1971 : Hana mo mi mo aru Tamegorō (花も実もある為五郎?) de Yoshitarō Nomura
- 1972 : Hatsuwarai: Bikkuri bushidō (初笑いびっくり武士道?) de Yoshitarō Nomura
- 1975 : Takehisa Yumeji monogatari: Koisuru (竹久夢二物語 恋する?) de Kōichi Saitō
- 1983 : Amagi koe (天城越え?) de Haruhiko Mimura
- 1984 : Irodori kawa (彩り河?) de Haruhiko Mimura

## Récompenses et distinctions
- 1981 : Prix spécial pour l'ensemble de sa carrière au festival du film de Yokohama